# Генрих Ягода
Генрих Григориевич Ягода (също Хенрих Григориевич Ягода; роден Енох Гершенович Ягода) е руски революционер, съветски политик и един от главните ръководители на съветските органи за държавна сигурност. Служи като директор на НКВД от 1934 до 1936 г.
Назначен от Йосиф Сталин, Ягода ръководи арестите, показателните Московски процеси и екзекуцията на старите болшевики Лев Каменев и Григорий Зиновиев – кулминационни събития от Голямата чистка. Ягода надзирава и построяването на Беломорско-балтийския канал с Нафталий Френкел, използвайки принудителен труд, предоставян от системата на ГУЛАГ. Той командва принудителната колективизация и е един от главните отговорници за масовия глад в Украйна.
Както голяма част от съветските офицери в НКВД, които провеждат политически репресии, самият Ягода накрая също става жертва на чистката. Той е понижен в длъжност от НКВД в полза на Николай Ежов през 1936 г. и е арестуван през 1937 г. Обвинен е във вредителство, шпионаж, троцкизъм и конспирация. Признава вината си и е разстрелян.

## Ранен живот
Ягода е роден в Рибинск в еврейско семейство. Син е на бижутер, който работи като асистент на химик, и твърди, че е активен революционер от 14-годишна възраст, когато работи като словослагател в нелегална печатница в Нижни Новгород, и че на 15-годишна възраст вече е член на боен отряд в Нижни Новгород по време на насилственото потискане на революцията от 1905 г. Единият от братята му е убит по време на сраженията, а другият е разстрелян, защото участва в бунт в редиците на полк по време на войната с Германия. Ягода твърди, че се е присъединил към болшевиките в Нижни Новгород, когато е на 16 или 17 години и е арестуван и изпратен в изгнание през 1911 г. Преди да бъде арестуван се жени за Ида Авербах, чийто чичо, Яков Свердлов, е известен болшевик. През 1913 г. се мести в Санкт Петербург, за да работи в стоманолеярна. Когато избухва войната, той се присъединява към армията и ранен в бой.
Съществува и друга версия относно ранната му кариера, за която бившият офицер от НКВД Александър Орлов пише в мемоарите си. Според него, Ягода измисля ранната си революционна кариера и се присъединява към болшевиките чак през 1917 г., а заместникът му Михаил Трилисер е освободен от служба, защото се опитва да разкрие лъжата. Възможно е това да е слух, разпространен сред наследниците на Ягода, след като той изпада от властта.

## Политическа кариера
След Октомврийската революция през 1917 г. Ягода се издига бързо сред редиците на ЧК (предшественика на ОГПУ и НКВД) и става втори заместник на Феликс Дзержински, ръководителя на ЧК, през септември 1923 г. След като Дзержински е назначен за директор на Върховния съвет на националната икономика през януари 1924 г., Ягода става де факто управител на ОГПУ, тъй като заместник-ръководителят Вячеслав Менжински има малък авторитет, поради тежката си болест. През 1924 г. той се присъединява към премиер-министъра Алексей Риков на корабен круиз по Волга.
Въпреки че Ягода е познавал Йосиф Сталин още от 1918 г., когато двамата са стационирани в Царицин по време на гражданската война, той „никога не става човек на Сталин“. Когато Сталин нарежда цялото население на Съветския съюз принудително да започне работа в колективизирани селски стопанства, Ягода симпатизира на Алексей Риков и Николай Бухарин, неговите десни опоненти в Комунистическата партия. Бухарин твърди в личен разговор през юли 1928 г., че „Ягода и Трилисер са с него“, но когато става ясно, че десните губят битката за властта, Ягода преминава от другата страна. Според презрителното мнение на вдовицата на Бухарин, Ана Ларина, Ягода „търгува личните си възгледи за кариерата си“.
Ягода продължава да е глава на ОГПУ до юли 1931 г., когато слабо познатият стар болшевик Иван Акулов е назначен за първи заместник-директор, а Ягода е понижен на втори заместник-директор. Акулов е освободен, а Ягода е възстановен на поста си през октомври 1932 г. Един от бившите колеги на Ягода признава: „Посрещнахме Акулов с враждебност... цялата партийна организация в ОГПУ се ангажира да саботира Акулов“. Сталин вероятно се е съгласил за връщането на Ягода на поста му с лоша благодат, тъй като четири години по-рано обвинява ОГПУ/НКВД, че са четири години назад в изкореняването на троцкистката антисъветска конспирация, въпреки че Ягода е съучастник в екзекутирането на един от симпатизантите на Троцки, Яков Блюмкин, и в изпращането на други към лагери на ГУЛАГ.
Като заместник-директор на ОГПУ Ягода организира построяването на Беломорско-балтийския канал, използвайки принудителен труд, с главоломна скорост между 1931 и 1933 г. и с цената на много човешки жертви. За своя принос в построяването на канала по-късно е награден с орден Ленин. Каналът Москва-Волга е започнат под негов надзор, но е завършен след падането на наследника му, Николай Ежов.
Ягода ръководи депортациите, конфискациите, масовите арести и екзекуциите, които придружават принудителната колективизация, и е един от хората, отговорни за Гладомор, който довежда до смъртта на поне 7,5 милиона души. През март 1934 г. той е награден с членство в Централния комитет на Комунистическата партия (ЦК на КПСС).
Ягода основава тайна токсикология към ОГПУ, която е на разположение на Сталин. Негова жертва става собственият му началник в НКВД, Вячеслав Менжински. Той е тровен бавно в продължение на две седмици от двама асистенти на Ягода. Смъртта на Менжински е последвана от тази на Макс Пешков, сина на Максим Горки. Ягода счита Горки за потенциално полезен контакт от 1928 г. и възлага работа на секретаря на Горки, Пьотър Крючков, като шпионин. Всеки път, когато Горки среща Сталин или други членове на Политбюро, Ягода посещава апартамента на Крючков, изисквайки пълен доклад за това, което се е дискутирало. През 1932 г. Ягода дава достатъчно пари на шпионина си, за да си купи кола. Ягода ежедневно посещава жената на Макс Пешов, Тимошка, след като я овдовява, но майка му отрича те някога да са били любовници. Съществуват алтернативни теории, че Ягода е отровил Максим Горки и сина му по заповед на Сталин.

### Глава на НКВД
На 10 юли 1934 г., два месеца след смъртта на Менжински, Йосиф Сталин назначава Ягода за Народен комисар на вътрешните работи, позицията, включваща ръководството както на редовната, така и на тайната полиция на НКВД. Ягода си сътрудничи тясно с Андрей Вишински при организирането на първия показен Московски процес, който води до преследването и екзекуцията на бивши съветски политици през август 1936 г. като част от Голямата чистка на Сталин. Висшето командване на Червената армия също не е пожалено и редиците му са разредени от Ягода, което предшества по-късната и по-голяма чистка сред руските военни. Над четвърт милион души са арестувани в периода 1934 – 1935 г. Системата на ГУЛАГ значително се разширява под управлението му, а наказателният труд се превръща в основен ресурс за развитието на съветската икономика.
Сталин все повече се разочарова от представянето на Ягода. В средата на 1936 г. Сталин получава доклад от Ягода, разказващ подробно за неблагоприятната обществена реакция в чужбина към показните съдебни процеси и нарастващата симпатия на съветското население към екзекутираните защитници. Докладът вбесява Сталин, който го интерпретира като съвет от Ягода за спиране на показните процеси и особено за изоставяне на планираната чистка на маршал Михаил Тухачевски, бивш командир на Червената армия. Сталин вече е недоволен от службата на Ягода, основно поради лошото ръководство при убиването на Сергей Киров и провала му да скалъпи „доказателства“ за връзка между Каменев и Зиновиев и царистката Охранка.
На 26 септември 1936 г. Ягода е заменен от Ежов, който управлява основните чистки през в периода 1937 – 1938 г. Ягода е понижен на Народен комисар на пощите и телеграфите.

### Арестуване, процес и екзекуция
През март 1937 г. Ягода е арестуван по заповед на Сталин. Ежов обявява, че Ягода е арестуван за контрабанда на диаманти, корупция и сътрудничество с немски агент, след като се е присъединил към партията през 1917 г. Ежов дори обвинява Ягода в опит за убийство на самия него чрез разпръскване на живак из кабинета му. Обвинен е, че е отровил Максим Горки и сина му. В двата московски апартамента и дачата на Ягода са открити 3904 порнографски снимки, 11 порнографски филма, 165 лули с порнографски мотиви, дилдо и два куршума, които са пронизали Зиновиев и Каменев. Ежов присвоява апартаментите му.
Ягода е намерен за виновен за държавна измяна и конспирация срещу съветското правителство през март 1938 г. Той отрича да е бил шпионин, но се признава за виновен за повечето други обвинения. Александър Солженицин твърди, че Ягода е очаквал помилване от Сталин след показния процес.
Ягода е разстрелян скоро след процеса. Жена му, Ида Авербах, е екзекутирана през 1938 г. Сестра му, Лилия, е арестувана на 7 май 1937 г. и е разстреляна на 16 юли. Баджанакът му, Леополд Авербах, е разстрелян през август. През 1988 г., на 50-годишнината от процеса, съветските власти признават, че целият съдебен процес е бил образуван на базата на фалшиви признания. От всички участници единствено Ягода не е реабилитиран посмъртно.